# 利伯蒂鎮區 (密蘇里州麥迪遜縣)
利伯蒂鎮區（英語：Liberty Township）是位於美國密蘇里州麥迪遜縣的一個行政鎮區。

## 地方資料
利伯蒂鎮區的面積為167.78平方千米，當中陸地面積為166.47平方千米，而水域面積為1.31平方千米。根據2020年美國人口普查的數據，當地共有人口228人，而人口密度為每平方千米1.36人。